# Phazaca cesenaleuca
Phazaca cesenaleuca är en fjärilsart som beskrevs av Holloway 1998. Phazaca cesenaleuca ingår i släktet Phazaca och familjen Uraniidae. Inga underarter finns listade i Catalogue of Life.